# Консерватория имени Рихарда Штрауса
Консерватория имени Рихарда Штрауса (нем. Richard-Strauss-Konservatorium) — музыкальное учебное заведение, основанное в Мюнхене в 1927 году композитором Якобом Траппом, первоначально как частная музыкальная школа, а с 1932 года как Консерватория Траппа (нем. Trapp'sches Konservatorium der Musik). В 1962 году перешла под патронат городской администрации, в 1964 году была названа в честь Рихарда Штрауса. В 2008 году вошла в состав Мюнхенской Высшей школы музыки. Наряду с основными специализациями в области инструментального исполнительства, вокала, композиции и дирижирования в консерватории на позднем этапе её работы преподавались, в частности, историческое исполнительство, церковная музыка, альпийская народная музыка, джаз. Среди известных преподавателей были, в частности, композитор Эдуард Ребнер, гобоист Франсуа Лёлё, пианист Леонид Чижик.